# (1301) Ивонна
(1301) Ивонна  — астероид главного пояса, открытый в 1934 году французским астрономом Луи Буайе.